# Harald Aimarsen
Harald Aimarsen, född 9 juni 1881 i Oslo, död 5 januari 1961, var en norsk skådespelare. Han var bland annat verksam vid Det Nye Teater i Oslo och spelade i ett flertal filmer mellan 1919 och sin död.

## Filmografi
- 1919 – Synnöve Solbakken
- 1934 – Synnöve Solbakken
- 1938 – Bør Børson jr.
- 1941 – Den forsvundne pølsemaker
- 1943 – Den nye lægen
- 1946 – Englandsfarare
- 1947 – Sankt Hans fest
- 1949 – Gatpojkar
- 1951 – Kranes konditori
- 1952 – Andrine og Kjell
- 1952 – Trine!
- 1954 – Kasserer Jensen
- 1955 – Pyromanen
- 1955 – Trost i taklampa
- 1955 – Barn av solen
- 1956 – Kvinnens plass
- 1957 – På slaget åtte
- 1958 – Bustenskjold
- 1959 – Herren och hans tjänare
- 1960 – Millionær for en aften
- 1960 – Ungen
- 1961 – Går ut i kveld
- 1961 – I faresonen
- 1961 – Bussen
- 1961 – Hans Nielsen Hauge